# Marc Gasol
Marc Gasol Sáez (* 29. Januar 1985 in Barcelona) ist ein ehemaliger spanischer Basketballspieler.
Er wurde zweimal Welt- und Europameister, gewann den Meistertitel in der nordamerikanischen NBA sowie die spanische Meisterschaft. Für die spanische Nationalmannschaft kam er auf insgesamt 191 A-Länderspiele.
Gasol bestritt in der NBA insgesamt 990 Spiele, die meisten für die Memphis Grizzlies. Er war dreimal NBA All-Star und erhielt einmal die Auszeichnung als bester Verteidiger der NBA-Saison. Ab 2019 spielte er zwei Jahre für die Toronto Raptors, mit denen er in der Saison 2018/19 den NBA-Titel gewann, und danach für die Los Angeles Lakers, die ehemalige Mannschaft seines Bruders Pau Gasol.

## Laufbahn

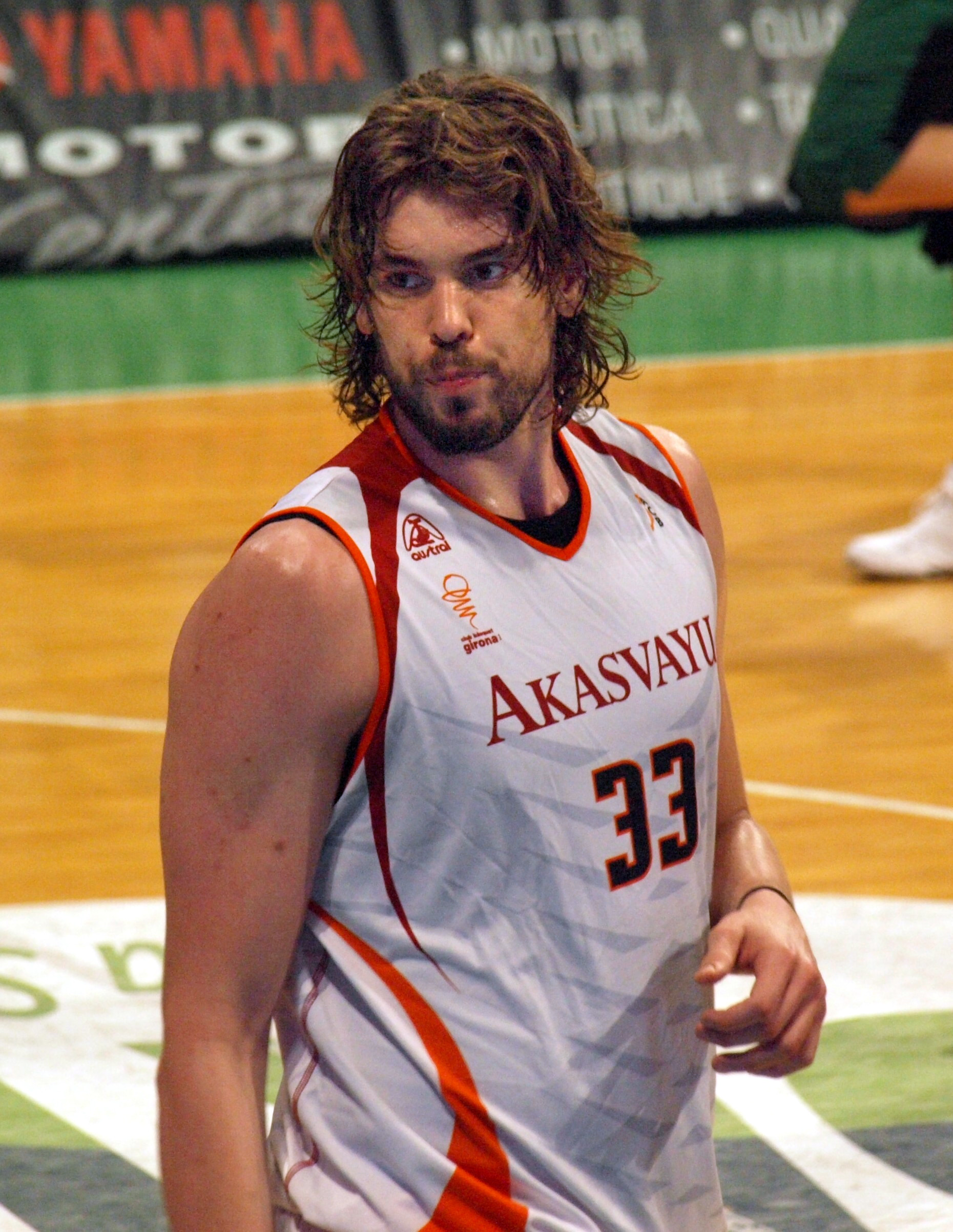
Gasol während seiner Zeit bei Girona

Der 2,13 Meter große Center begann seine Laufbahn in der Jugend vom FC Barcelona. Im Sommer 2001 übersiedelte er zusammen mit seinem Bruder Pau Gasol, der in die NBA zu den Memphis Grizzlies wechselte, in die Vereinigten Staaten. Dort spielte er bis zu seinem Highschool-Abschluss 2003 für die Mannschaft der Lausanne Collegiate School, bevor es ihn zurück in seine Heimat zog. Für die Schulmannschaft aus Memphis erzielte Gasol im Spieljahr 2002/03 im Durchschnitt rund 26 Punkte sowie 13 Rebounds je Begegnung und blockte sechs gegnerische Würfe pro Spiel. Gasol wog zu diesem Zeitpunkt 155 Kilogramm. Er erhielt Angebot von US-Hochschulen, ging jedoch nach Spanien zurück.
Im Oktober 2003 gab Gasol, der sein Körpergewicht deutlich verringerte, seinen Einstand in der ersten Mannschaft des FC Barcelona. Dort war er Ergänzungsspieler, während er beim FC Barcelona II in der vierthöchsten spanischen Liga (EBA) zu den Leistungsträgern gehörte. Mit der ersten Mannschaft des Vereins wurde er 2004 spanischer Meister.
Da Gasol für Barcelona in der Liga ACB nur wenig Einsatzzeit erhielt (2005/06 nur rund 10 Minuten pro Spiel), wechselte er im Sommer 2006 zu CB Girona. Dort entwickelte er sich schnell zu einem tragenden Spieler und gewann in seinem ersten Jahr bereits den Europapokalwettbewerb FIBA EuroCup. In der Liga ACB brachte es Gasol in seinem ersten Spieljahr in Girona auf Mittelwerte von 10,6 Punkten und 5,5 Rebounds je Begegnung.
Am 28. Juni 2007 wurde er im NBA Draft an der 48. Stelle von den Los Angeles Lakers ausgewählt. Wegen seiner hohen Ablösesumme blieb er aber vorerst in Europa. Am 2. Februar 2008 wurden Gasols Rechte in einem großangelegten Spielertausch an die Memphis Grizzlies abgegeben. Das Geschäft umfasste auch den Wechsel seines Bruders Pau Gasol von Memphis nach Los Angeles. In der Spielzeit 2007/08 gelang Marc Gasol in der spanischen Liga der Durchbruch, er beendete die Saison mit durchschnittlich 16,6 Punkten, 8,4 Rebounds und 1,8 Blocks pro Spiel und wurde zum besten Spieler der Liga ACB ernannt.

### NBA

#### Memphis Grizzlies
Im Sommer 2008 wechselte er zu den Memphis Grizzlies, für die er als Rookie in der NBA-Spielzeit 2008/09 im Durchschnitt 11,9 Punkte, 7,4 Rebounds, 1,7 Assists und 1,1 Blocks pro Spiel erzielte, er erhielt eine durchschnittliche Einsatzzeit von 30,7 Minuten je Begegnung. Im Februar 2009 nahm er als einer der besten Debütanten der Saison an der Rookie Challenge teil und wurde am Ende der Saison ins NBA All-Rookie Second Team gewählt. In der Saison 2009/10 wurde Gasol fester Bestandteil von Memphis’ erster Fünf und steigerte seine Werte auf 14,6 Punkte, 9,3 Rebounds, 2,4 Assists und 1,6 Blocks je Begegnung. Als Sophomore nahm er zudem erneut an der Rookie Challenge teil.
In der Saison 2010/11 erreichten die Memphis Grizzlies erstmals seit fünf Jahren wieder die Playoffs. In der Meisterrunde zeigte der Spanier starke Leistungen und führte seine Mannschaft durch einen 4:2-Erstrundensieg gegen die beste Mannschaft der Western Conference, die San Antonio Spurs, bis ins Conference-Halbfinale, wo man in einem packenden Duell den Oklahoma City Thunder mit 3:4 unterlag.
Dank seiner starken erste Saisonhälfte 2011/12 wurde Marc Gasol von den 30 NBA-Trainern ins Western Conference All-Star-Team gewählt. Mit Memphis erreichte er erneut die Play-offs, scheiterte dort jedoch in der ersten Runde an den Los Angeles Clippers.

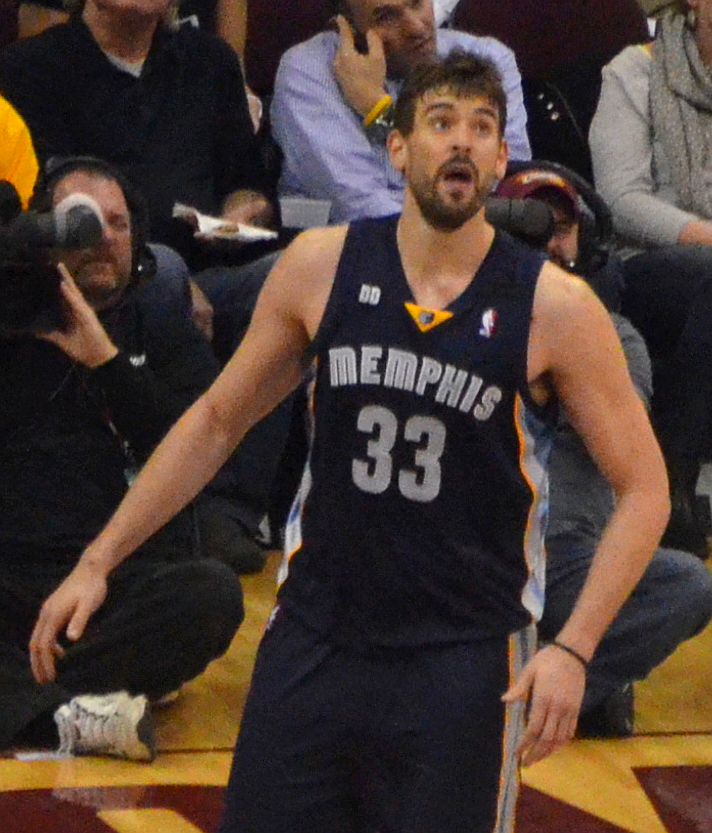
Gasol im Trikot der Memphis Grizzlies

Nach dem Abschluss der Hauptrunde der Saison 2012/13 wurde Marc Gasol als erster Europäer in der NBA-Geschichte als bester Verteidiger der Liga (NBA Defensive Player of the Year) ausgezeichnet. 2015 wurde der Spanier zum zweiten Mal zum All-Star-Spiel der NBA eingeladen und stand in der Anfangsaufstellung der Westauswahl. Seinem Bruder Pau gelang das gleichzeitig in der Ostauswahl. Es war das erste Mal in der NBA-Geschichte, dass sich ein Bruderpaar im All-Star-Game gegenüberstand. Gasol erzielte in der NBA-Hauptrunde 2014/15 mit 17,4 Punkten je Begegnung seinen bis dahin besten Wert. Die Saison 2015/16 verlief weniger glücklich. Nach 66 Spielen brach sich Gasol den rechten Fuß und fiel für den Rest der Saison aus.
Nach seiner Genesung erbrachte Gasol wieder starke Leistungen und erreichte in der Hauptrunde der Spielzeit 2016/17 mit 19,5 Punkten je Begegnung den besten Wert seiner NBA-Zeit. Gasol bestritt zwischen 2008 und 2019 insgesamt 828 Spiele für Memphis und stand 821 Mal in der Anfangsaufstellung. Nur in der Saison 2008/09 hatte der Spanier in sieben Begegnungen zu Spielbeginn auf der Ersatzbank gesessen.

#### Toronto Raptors (2019–2020)
Nach mehr zehn Jahren bei den Memphis Grizzlies wurde Gasol im Februar 2019 im Tausch gegen Jonas Valanciunas, C. J. Miles und Delon Wright an die Toronto Raptors abgegeben. Gasol gewann mit Toronto im weiteren Verlauf der Saison 2018/19 den NBA-Meistertitel. Pau Gasol war in der nordamerikanischen Liga 2009 und 2010 Meister geworden. Marc und Pau Gasol waren das erste Brüderpaar, das – wenn auch mit unterschiedlichen Mannschaft – jeweils die NBA-Meisterschaft gewann.

#### Los Angeles Lakers (2020/21)
Zur Saison 2020/21 wechselte er zum amtierenden NBA-Meister Los Angeles Lakers. Für die Kalifornier bestritt er seine letzten NBA-Spiele. Im September 2022 wurde er an die Memphis Grizzlies abgegeben, allerdings spielte der Spanier dann nicht mehr für die Mannschaft, bei der er mehr als zehn Jahre verbracht hatte.

#### Rückkehr nach Spanien
Gasol ging 2021 in sein Heimatland zurück und wurde Spieler von Bàsquet Girona, einem von ihm selbst gegründeten und als Vorsitzender angeführten Verein. 2022 stieg er mit Girona in die Liga ACB auf. Anschließend holte Gasol den erfahrenen Aíto García Reneses als Trainer nach Girona und bestritt in der Saison 2022/23 noch 30 Spiele in der höchsten Liga Spaniens. Ende Januar 2024 gab Gasol das Ende seiner Spielerlaufbahn bekannt. Seine Tätigkeit als Vorsitzender des Vereins Bàsquet Girona setzte er fort.

### Nationalmannschaft
Bei der U16-Europameisterschaft 2001 holte Gasol mit Spanien die Bronzemedaille. Er war zwar auch Teil des Aufgebots für die U18-EM 2002 sowie die U20-Europameisterschaften 2004 und 2005, erreichte aber keine weiteren Platzierung unter den besten Drei.
Marc Gasol wurde während der Vorbereitungsphase zur Weltmeisterschaft 2006 erstmals in die Nationalmannschaft berufen und gewann dort mit Spanien schließlich die Goldmedaille. Ein Jahr später, bei der Basketball-Europameisterschaft 2007 im eigenen Land, erreichte er die Silbermedaille. Er nahm an den Olympischen Spielen 2008 in Peking, erreichte mit der spanischen Mannschaft das Endspiel, das mit 107:118 gegen die USA verloren wurde. Bei der Europameisterschaft 2009 in Polen gewann er mit seinem Land ebenso wie 2011 in Litauen die Goldmedaille.
Nach dem Viertelfinal-Aus bei den Olympischen Spielen gaben Gasol und sein Bruder Pau am 3. August 2021 ihre Rücktritte aus der spanischen Nationalmannschaft bekannt. Marc Gasol bestritt insgesamt 191 Länderspiele für Spanien.

## Sonstiges
In seiner Freizeit engagiert sich Marc Gasol für die Menschenrechtsorganisation Proactiva Open Arms, mit deren Gründer Òscar Camps er befreundet ist.
2015 wurden die Gasol-Brüder mit dem Prinzessin-von-Asturien-Preis ausgezeichnet.

## Erfolge
Verein
- NBA-Meisterschaft: 2019
- FIBA EuroCup: 2006/2007
- Spanische Meisterschaft: 2003/04
- Spanischer Supercup: 2004/05

Nationalmannschaft
- Weltmeister (2): 2006, 2019
- Europameister (2): 2009 und 2011
- Olympische Spiele 2008 und 2012: Silbermedaille
- Zweiter der Europameisterschaft: 2007
- Dritter der Europameisterschaft: 2013, 2017
- U16-Europameisterschaft 2001: Bronze

Auszeichnungen
- NBA All-Star: 2012, 2015 und 2017
- NBA Defensive Player of the Year Award: 2013
- NBA All-Defensive Second Team: 2013
- All-NBA First Team: 2014/15
  - All-NBA Second Team: 2012/13
- NBA All-Rookie Second Team: 2008/09
  - Teilnahme an der T-Mobile Rookie Challenge 2009 (Rookie)
  - Teilnahme an der T-Mobile Rookie Challenge 2010 (Sophomore)
- MVP der spanischen Liga: 2007/08
- Prinzessin-von-Asturien-Preis 2015

## Karriere-Statistiken

### NBA

#### Hauptrunde
| Saison  | Team              | GP  | GS  | MPG  | FG % | 3P % | FT % | RPG | APG | SPG | BPG | PPG  |
| ------- | ----------------- | --- | --- | ---- | ---- | ---- | ---- | --- | --- | --- | --- | ---- |
| 2008–09 | Memphis           | 82  | 75  | 30.7 | .530 | .000 | .733 | 7.4 | 1.7 | 0.8 | 1.1 | 11.9 |
| 2009–10 | Memphis           | 69  | 69  | 35.8 | .581 | .000 | .670 | 9.3 | 2.4 | 1.0 | 1.6 | 14.6 |
| 2010–11 | Memphis           | 81  | 81  | 31.9 | .527 | .429 | .748 | 7.0 | 2.5 | 0.9 | 1.7 | 11.7 |
| 2011–12 | Memphis           | 65  | 65  | 36.5 | .482 | .083 | .748 | 8.9 | 3.1 | 1.0 | 1.9 | 14.6 |
| 2012–13 | Memphis           | 80  | 80  | 35.0 | .494 | .071 | .848 | 7.8 | 4.0 | 1.0 | 1.7 | 14.1 |
| 2013–14 | Memphis           | 59  | 59  | 33.4 | .473 | .182 | .768 | 7.2 | 3.6 | 1.0 | 1.3 | 14.6 |
| 2014–15 | Memphis           | 81  | 81  | 33.2 | .494 | .176 | .795 | 7.8 | 3.8 | 0.9 | 1.6 | 17.4 |
| 2015–16 | Memphis           | 52  | 52  | 34.4 | .464 | .667 | .829 | 7.0 | 3.8 | 1.0 | 1.3 | 16.6 |
| 2016–17 | Memphis           | 74  | 74  | 34.2 | .459 | .388 | .837 | 6.3 | 4.6 | 0.9 | 1.3 | 19.5 |
| 2017–18 | Memphis           | 73  | 73  | 33.0 | .420 | .341 | .834 | 8.1 | 4.2 | 0.7 | 1.4 | 17.2 |
| 2018–19 | Memphis / Toronto | 79  | 72  | 30.8 | .448 | .363 | .759 | 7.9 | 4.4 | 1.1 | 1.1 | 13.6 |
| 2019–20 | Toronto           | 44  | 43  | 26.4 | .427 | .385 | .735 | 6.3 | 3.3 | 0.8 | 0.9 | 7.5  |
| Gesamt  | Gesamt            | 839 | 824 | 33.0 | .481 | .354 | .777 | 7.6 | 3.4 | 0.9 | 1.4 | 14.6 |

#### Play-offs
| Saison  | Team    | GP | GS | MPG  | FG % | 3P % | FT % | RPG  | APG | SPG | BPG | PPG  |
| ------- | ------- | -- | -- | ---- | ---- | ---- | ---- | ---- | --- | --- | --- | ---- |
| 2010–11 | Memphis | 13 | 13 | 39.9 | .511 | .000 | .699 | 11.2 | 2.2 | 1.1 | 2.2 | 15.0 |
| 2011–12 | Memphis | 7  | 7  | 37.3 | .522 | .000 | .791 | 6.7  | 3.1 | 0.3 | 1.9 | 15.1 |
| 2012–13 | Memphis | 15 | 15 | 40.6 | .454 | .000 | .800 | 8.5  | 3.2 | 0.9 | 2.2 | 17.2 |
| 2013–14 | Memphis | 7  | 7  | 42.7 | .405 | .000 | .794 | 7.7  | 4.4 | 1.7 | 0.9 | 17.3 |
| 2014–15 | Memphis | 11 | 11 | 37.8 | .394 | .000 | .852 | 10.3 | 4.5 | 0.9 | 1.7 | 19.7 |
| 2016–17 | Memphis | 6  | 6  | 40.0 | .470 | .583 | .939 | 6.5  | 4.2 | 0.3 | 0.7 | 19.3 |
| 2018–19 | Toronto | 24 | 24 | 30.6 | .422 | .382 | .870 | 6.4  | 3.0 | 0.9 | 1.1 | 9.4  |
| 2019–20 | Toronto | 11 | 11 | 20.7 | .391 | .185 | .733 | 4.4  | 2.6 | 0.5 | 0.6 | 6.0  |
| Gesamt  | Gesamt  | 94 | 94 | 35.2 | .442 | .343 | .808 | 7.7  | 3.3 | 0.8 | 1.4 | 13.9 |